# 青森市民病院
青森市民病院（あおもりしみんびょういん）は、青森県青森市勝田にある病院である。青森市民からは青森県立中央病院（県病）に対し「市民病院」と呼ばれている。地域災害拠点病院。
青森県と青森市で青森県立中央病院との統合が協議され、2022年2月に将来的に青森市内に新病院を建設して県と市で共同経営する方針で合意した。。

## 診療科
- 第一内科（糖尿、内分泌）
- 第二内科（循環器、呼吸器）
- 第三内科（消化器）
- 小児科
- 外科
- 整形外科
- 脳神経外科
- 心臓血管外科
- 産婦人科
- 泌尿器科
- 皮膚科
- 眼科
- 耳鼻咽喉科
- 歯科口腔外科
- 麻酔科
- リハビリテーション科
- 精神科

かつては伝染病棟も存在したが現在は廃止されており、旧伝染病棟は別目的に転用されている。

## 青森市統合新病院について
青森県と青森市で青森県立中央病院との統合が協議され、2022年2月に将来的に青森市内に新病院を建設して県と市で共同経営する方針で合意した。建設場所や開設時期は未定だが青森操車場跡地が主要建設候補地の一つとなっていることが公表された。
2024年9月11日、青森県と青森市は協議を行い、青森操車場跡地を始めとした当初3案に県営スケート場周辺一帯案を加えて協議を行い、9月16日に県営スケート周辺一帯案を採用することを発表。新病院は令和12(2030)年3月頃の開業を目標とし、新病院開業に間に合わないものの青森操車場跡地への新駅開業についても青森県と青森市は青い森鉄道への提案を行うことも併せて発表された。

## 交通
市内中心部（青森駅基準）より市民病院前下車
- 青森市営バス
  - 青森市営バス市民病院行き及び浪館中央循環線（④番乗り場より。新町二丁目・柳町通り・ハローワーク青森・県民福祉プラザ前経由）→市民病院前下車。

市民病院通り下車
- 青森市営バス
  - 桜川橋・南佃経由小柳線

みちのく銀行本店前下車
- 青森市営バス
  - 八甲田大橋経由横内環状線
  - 八甲田大橋経由浜田循環線
  - 八甲田大橋経由青森公立大学線
  - モヤヒルズ線
  - 八甲田大橋経由荒川線※青森駅発平日の朝１本のみ。
  - 問屋町線
  - 県土整備事務所線
  - 八甲田大橋経由流通団地線
- JRバス東北
  - 八甲田大橋経由横内線